# Jiří John
Jiří John (6. listopadu 1923, Třešť – 22. června 1972, Praha) byl český malíř a ilustrátor. Byl členem Umělecké besedy, skupiny UB 12 a sdružení Hollar. Manžel Adrieny Šimotové.

## Život
Pocházel z chudé venkovské rodiny. Za 2. světové války se učil zámečníkem a instalatérem a pracoval ve venkovské továrně. Do Prahy na výtvarnou školu se dostal až ve dvaadvaceti letech. Studoval na Státní grafické škole (Z. Balaš), v letech 1946–1951 na VŠUP (Josef Kaplický).
Josef Kaplický jej v roce 1954 doporučil, aby pro Státní židovské muzeum vytvořil památník v Pinkasově synagoze připomínající české a moravské Židy, kteří se nevrátili z ghett, koncentračních a vyhlazovacích táborů. John nabídku přijal, přizval si však jako spolupracovníka Václava Boštíka. Společně pak mezi léty 1955 a 1959 zapsali na 77 000 jmen obětí uspořádaně, leč bez striktního plánu na stěny synagogy. Významně se Jiří John prosadil také jako ilustrátor. Od roku 1963 učil na pražské Akademii výtvarných umění kresbě. Ovlivněn byl především díly Jana Zrzavého a vnitřně mu byl blízký Josef Šíma. Díky svému talentu velmi brzy umělecky vyzrál. Kresbě se věnoval od mládí, maloval vodovými a později olejovými barvami. Kombinoval malbu s kresbou a výtvarně tak obohatil dějiny malířství. Kresbu později nahradil grafikou, asi proto, že vypadá definitivněji, dá se rozmnožovat, vyžaduje více práce, námahy a soustředění. Celkově je jeho tvorba stylově velmi čistá a ucelená.

## Dílo

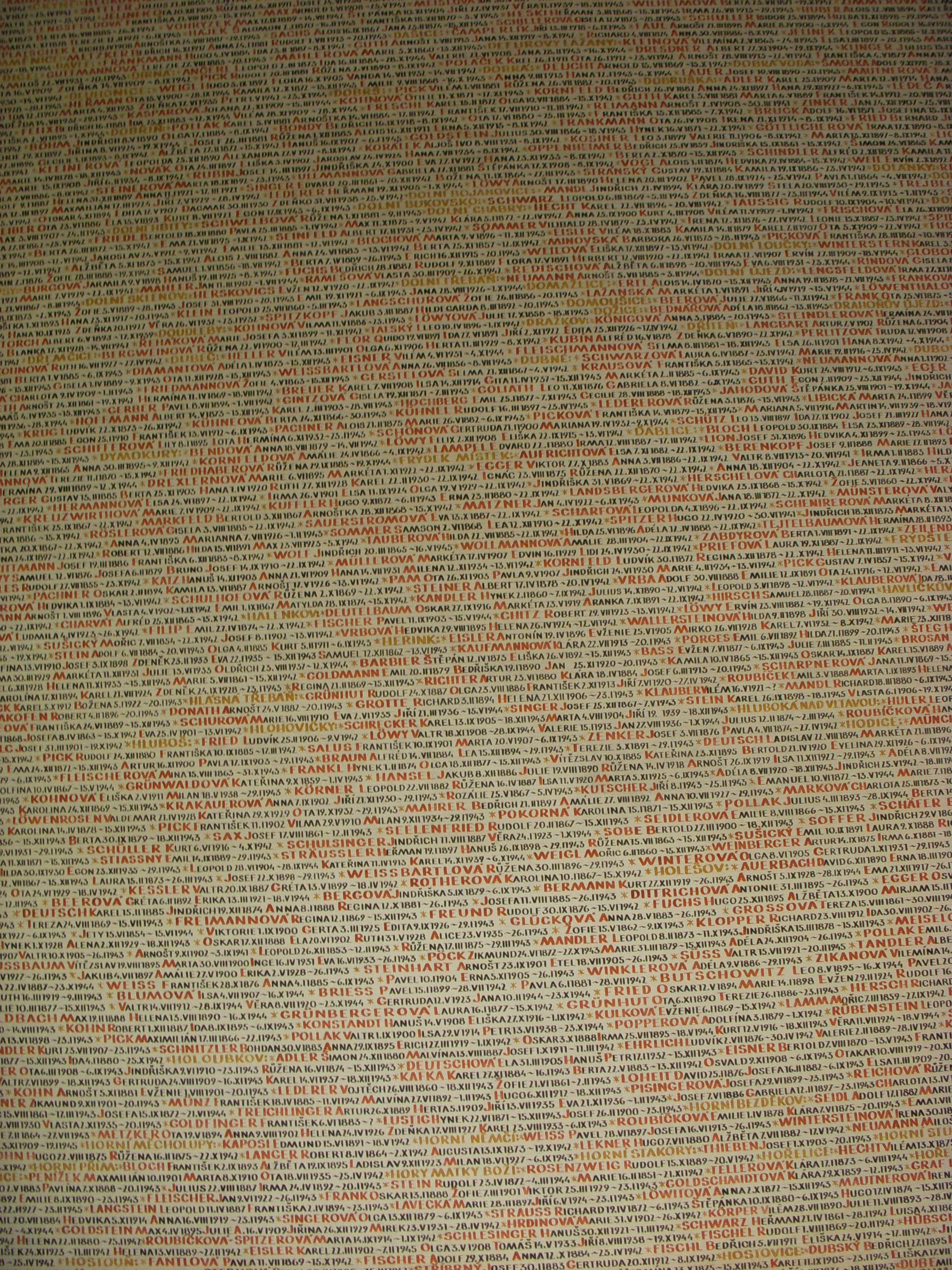
Jména českých židovských obětí holocaustu v Pinkasově synagoze

Celé jeho dílo vznikalo ze zkušenosti venkovského dětství a mládí. Přikláněl se k přírodnímu mýtu, k zázračnému dramatu vzniku života, snoubení světla a tmy. Neklid a napětí šrafur je výrazem neklidu a napětí života. Pro svou malbu a grafiku čerpal také náměty z prostředí velkoměsta (mostní konstrukce, laboratoře apod.), ale nejvlastnějším zdrojem námětů se mu stala příroda, věčný koloběh vznikání a zanikání, proměny hmoty a světla. Tajemství země bylo centrem jeho díla a nasvědčují tomu i názvy jeho grafik: Vrstvy, Horniny, Nerost, Uhlí, Pole, Černá země, Klíčení, Zimní slunce, Krůpějí. Celá jeho tvorba je dialogem s přírodou, jež mu byla hlavním zdrojem tvůrčích podnětů a principů. Vytvářel organické i geometrické přírodní zátiší složené z elementárních útvarů. Grafický rukopis založil na vrstvení krátkých přímek. Kouzlo jeho grafiky tkví v tom, že jí dal naprosto stereotypními a jednoduchými prostředky živost. V 60. letech tvořil na poměrně velké formáty a uplatňoval plošnost. Od poloviny 60. let trpěl vleklou nevyléčitelnou chorobou – selhání ledvin a později další komplikace. Viděl se jako pouhý předmět lékařské péče. Zdravotní stav měl vliv na dramatičnost díla. Jemné harmonické nuance byly vystřídány čím dál většími, někdy až tvrdými kontrasty. Přestal využívat typickou vlastnost suché jehly, kterou je měkce působící „závoj“ grátku. V tvorbě meditoval nad souvislostmi života a smrti. Pro fyzickou a časovou náročnost grafiky se koncem šedesátých let přiklonil více ke kresbě. Postupující nemoc také podněcovala potřebu světla.
Citlivě vnímal aktuální tendence současného umění, např. strukturální malbu, zůstával přitom vždycky svůj a při vší své nenápadnosti se stal jedním z nejvýznačnějších představitelů „generace 60. let“.

### Výstavy
- 2020 Adriena Šimotová, Jiří John: Dvojí obrazotvornost, 27. 2. – 2. 8. 2020, Oblastní galerie Vysočiny v Jihlavě, kurátor: Pavel Brunclík.[2]